# 朱雀 (ゲーム会社)
株式会社朱雀（すざく）は、かつて東京都目黒区にあったゲームソフト開発会社。ティー・ワイ・オー（TYOグループ）の100%子会社だったが、2009年4月16日付でMBOを実施し、独立した。カードeのカード製作も行っていた。
2012年8月17日、破産手続きの開始決定を受ける。負債額は約7億円。

## 関わったゲームソフト
- どーもくんの不思議てれび（GBA、任天堂）
- 真・女神転生 デビルチルドレン パズルdeコール!（GBA、アトラス）
- F-ZERO ファルコン伝説（GBA、任天堂）
- かいけつゾロリ めざせ!いたずらキング（PS2、EyeToy専用、バンダイ）
- かいけつゾロリとまほうのゆうえんち（GBA、バンダイ）
- F-ZERO CLIMAX（GBA、任天堂）
- 真・爆走デコトラ伝説（PS2、制作プロデュースのみ、スパイク）
- Catan（N-Gage、NOKIA）
- 天外魔境Ⅱ MANJI MARU（ニンテンドーDS、ハドソン）
- Rythmic Star（PS2、EyeToy専用、Ignition Entertainment Ltd）
- 眠れない夜とパズルの日には…。（DS、ジャレコ）
- 高速機動隊 〜World Super Police〜（PS、出資のみ、ジャレコ）
- ふたりはプリキュア スプラッシュスター パンパカ★ゲームでぜっこうちょう!（DS、バンダイナムコゲームス）
- 怪盗ワリオ・ザ・セブン（DS、任天堂）
- ゲームで出ましたっ!パワパフガールズZ（DS、バンダイナムコゲームス）
- そろばんDS（DS、フォーウィンズ）
- anan監修 女ヂカラ緊急アップ!DS（DS、バンダイナムコゲームス）
- 絶叫戦士サケブレイン（DS、任天堂）
- ぽろろんっ!ドコモダケDS（DS、AQインタラクティブ）
- 日本珠算連盟監修 いつでもそろばんDS（DS、フォーウィンズ）
- こまねこDS（DS、Genterprise）
- ドカポンジャーニー! ～なかよくケンカしてっ♪～（DS、スティング）
- Yes!プリキュア5GoGo! 全員しゅーGO! ドリームフェスティバル （DS、バンダイナムコゲームス）
- G.Gシリーズ（ニンテンドーDSiウェア、Genterprise）
- 海腹川背・旬 ～セカンドエディション～完全版（DS、Genterprise）
- フレッシュプリキュア! あそびコレクション （DS、バンダイナムコゲームス）

## 関連人物
- 米澤正弘 - 前代表取締役。元ヒューマンの開発部長。
- 平田豊